# Paraíso
Paraíso – miasto w Kostaryce w prowincji Cartago. Według danych szacunkowych (styczeń 2013) liczy około 53 tys. mieszkańców.